# Hire-Badardinni, Manvi
Hire-Badardinni là một làng thuộc tehsil Manvi, huyện Raichur, bang Karnataka, Ấn Độ.